# Chris Cross
Christopher Allen (Londres, 14 de julio de 1952- 25 de marzo de 2024), fue un músico inglés, conocido por ser bajista y teclista de la banda de new wave Ultravox, con el nombre de Chris Cross. Después de la separación de la banda en 1988, se dedicó a trabajar como psicoterapeuta, pero tras la reunión del grupo —compuesto también por Midge Ure, Billy Currie y Warren Cann— en 2009, se reincorporó a este.

## Biografía
Nació en Londres, Inglaterra el 14 de julio de 1952. Su hermano Jeff tocó en la banda de glam rock Hello en la década de 1970.
Comenzó su carrera musical en Preston, Lancashire, con la banda Stoned Rose, conformada también por Pete Hughes y Mick Carroll, quienes luego formarían Ritzi.
En 1973, junto con Dennis Leigh, fundó la banda Tiger Lily, que luego pasaría a ser Ultravox. Sería el bajista de la banda hasta su separación en 1987.
En los años ochenta establece una gran amistad con Midge Ure, su compañero en Ultravox, con quien dirige algunos videoclips para la banda Bananarama y participa en Band Aid.
Ejercía como psicoterapeuta y consejero de salud mental, de cuyas especialidades se había titulado  antes de formar Tiger Lily y Ultravox.

## Curiosidades
Tenía un hermano llamado Jeff (nombre original Jeffrey Allen), baterista del grupo de glam rock Hello, la cual fue la primera en grabar el tema "New York Groove" (1975), versionado por Kiss años después, y del que el grupo argentino Soda Stereo tomaría sus bases para su canción "Zoom" de 1995.